# Panderodontidae
Famille
Panderodontidae est une famille fossile de conodontes de l'ordre des Panderontida. 

## Historique
La famille des Panderodontidae est décrite en 1970 par le paléontologue suédois Maurits Lindström (1932-2009),.

### Fossiles
Selon Paleobiology Database en 2024, le nombre de collections référencées de fossiles est de 3 176 collections pour 5 165 occurrences. 

## Genres
Selon Paleobiology Database en 2024, le nombre de genres référencés est de onze :
- †Belodina Ethington, 1959
- †Culumbodina Moskalenko, 1973
- †Naimanodus Tolmacheva, 2013
- †Neopanderodus Ziegler et Lindström, 1971
- †Nudibelodina Jeppsson, 1997
- †Panderodus Ethington, 1959
- †Parabelodina Sweet, 1979
- †Parapanderodus Stouge, 1984
- †Plegagnathus Ethington et Furnish, 1959
- †Pseudobelodina Sweet, 1979
- †Taoqupognathus Sepkoski, 2002

### Publication originale
- [1970] (en) Maurits Lindström, « A suprageneric taxonomy of the conodonts », Lethaia, vol. 3, no 4,‎ octobre 1970, p. 427-445 (DOI 10.1111/j.1502-3931.1970.tb00834.x). .